# آلبرتو گالینتا
آلبرتو گالینتا (انگلیسی: Alberto Gallinetta؛ زادهٔ ۱۶ آوریل ۱۹۹۲) بازیکن فوتبال اهل ایتالیا است.
از باشگاه‌هایی که در آن بازی کرده‌است می‌توان به باشگاه فوتبال اینتر میلان، باشگاه فوتبال گوریتسا، باشگاه فوتبال پارما، باشگاه فوتبال یوونتوس، و باشگاه فوتبال سرکل بروژ اشاره کرد.
وی همچنین در تیم‌های ملی فوتبال زیر ۱۶ سال ایتالیا و زیر ۱۷ سال ایتالیا بازی کرده‌است.